# Esra Dermancıoğlu
Esra Altınay Dermancıoğlu es una actriz turca conocida por interpretar a la malvada y vulgar Mukaddes Ketenci en la serie Fatmagül'ün Suçu Ne? y a Cennet Hatun en la serie Muhteşem Yüzyıl Kösem.

## Biografía
Es familiar de Zeynel Abidin Cümbüş.
Estudio durante 5 años en Suiza y EE.UU la carrera de Administración. Pero después se decidió por la actuación.
Habla turco e inglés con fluidez, también habla algo de español e italiano
Es buena amiga de la actriz turca Beren Saat y también de los actores Fırat Çelik, Boran Kuzum y Civan Canova.
Esra se casó en 1999 y la pareja tuvo una hija a la que llamaron Refia (2002) sin embargo en 2006 más tarde se divorciaron.

## Carrera
En 2010 se unió al elenco de la aclamada y popular serie turca Fatmagül'ün Suçu Ne? donde dio vida a Mukaddes Ketenci, hasta el 2012. 
En el 2015 se unió al elenco de la serie turca Muhteşem Yüzyıl Kösem donde interpretó a Cennet Hatun, una integrante del círculo cercano y amiga de Kösem Sultan (Beren Saat) que duró hasta el 2016 donde su personaje fuera asesinado.

## Filmografía

### Series de televisión
| Año       | Título                | Rol              | Notas                            |
| --------- | --------------------- | ---------------- | -------------------------------- |
| 2013      | Doksanlar             | Sukran Tuncay    |                                  |
| 2013      | Galip Dervis          | Sukriye "Susu"   | Episodio "Dervis ve Medyum"      |
| 2010-2012 | Fatmagül'ün Suçu Ne?  | Mukaddes Ketenci | Antagonista Principal            |
| 2015-2016 | Muhteşem Yüzyıl Kösem | Cennet Hatun     |                                  |
| 2017      | Kırgın Çiçekler       | Zehra Celen      | Elenco Principal                 |
| 2018      | Şahin Tepesi          | Ceylan           |                                  |
| 2019-2021 | Bir Zamanlar Çukurova | Behice Hekimoğlu | Antagonista como villana malvada |
| 2021-2022 | Kaderimin Oyunu       | Zahide           |                                  |

### Películas
| Año  | Título                  | Rol                | Notas |
| ---- | ----------------------- | ------------------ | ----- |
| 2010 | Moral Bozukluğu ve 31   | Vecina sexi        |       |
| 2014 | Kadin Isi Banka Soygunu | Dürdane            |       |
| 2015 | Hayalet Dayı            | Samet              |       |
| 2015 | Merdiven Baba           | Süheyla            |       |
| 2017 | Ayla                    | Sebahat Dilbirliği |       |